# Ren Zhengfei

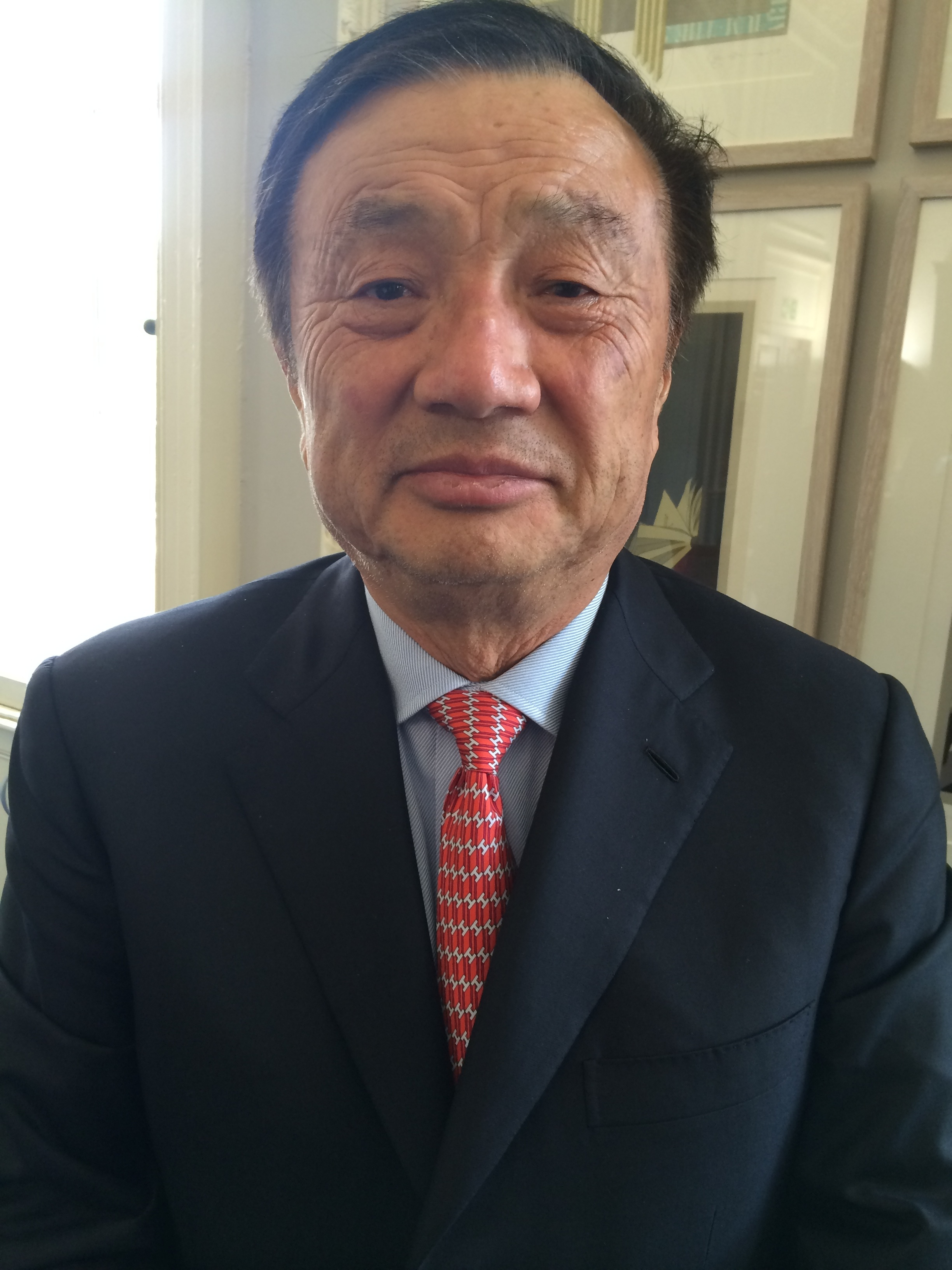
Ren Zhengfei (2014)

Ren Zhengfei (chinesisch 任正非, Pinyin Rén Zhèngfēi, Jyutping Jam4 Zing3fei1; * 25. Oktober 1944 in Guizhou, China) ist ein chinesischer IT-Ingenieur und Unternehmer. Er gründete den chinesischen Konzern Huawei Technologies Co. Ltd.

## Herkunft und Ausbildung
Ren Zhengfei wurde 1944 im Kreis Zhenning in der südchinesischen Provinz Guizhou als ältestes von sieben Kindern geboren. Sein Vater Ren Moxun war während der japanischen Besatzung aus der ostchinesischen Provinz Zhejiang in die Südprovinz Guangzhou gezogen und arbeitete in einer Rüstungsfirma der Kuomintang-Regierung als Sachbearbeiter. Nach 1949 wurde er Schulleiter der Mittelschule Nr. 1 von Duyun, Ren Zhengfeis Mutter war an derselben Schule Oberlehrerin.

## Berufliche Anfänge
Nach Abschluss der Sekundarschule studierte Ren Zhengfei in den 1960er Jahren an der Akademie für Bauingenieurwesen Chongqing (重庆建筑工程学院, seit dem 31. Mai 2000 ein Teil der Chongqing-Universität). Nach seinem Studium arbeitete er Berichten zufolge am Forschungsinstitut der Volksbefreiungsarmee (PLA) in einer auf IT spezialisierten Einheit. Er bekleidete in dieser Zeit keinen militärischen Rang. Aufgrund des sozialen Hintergrunds seiner Eltern und ihrer Verbindungen zur Kuomintang blieb ihm auch bis 1978 die Aufnahme in die Kommunistische Partei Chinas verwehrt. Während der Zeit bei der PLA gelangen Ren eine Reihe von technischen Weiterentwicklungen, die ihm Aufmerksamkeit auf den verschiedensten Ebenen einbrachten. So wurde Ren als Delegierter der PLA zur Nationalen Wissenschaftskonferenz 1978 entsandt. 1982 wurden bei der Armee 500.000 Stellen abgebaut, auch Ren wurde entlassen und ging im Folgejahr nach Shenzhen, wo er weiter im Elektronikbereich arbeitete.

## Huawei
1987 gründete Ren Huawei Technologies Co. Ltd mit einem Startkapital von 21.000 Yuan, was damals ca. 5.000 US-$ oder 9.000 D-Mark entsprach. Zu Beginn konzentrierte Huawei sich auf den Wiederverkauf von Vermittlungsstellen und Brandmeldeanlagen die aus Hongkong importiert wurden, zunächst von einer Firma namens Kangli.
Der erste große Durchbruch gelang Ren 1993, als Huawei seine digitale Stored program control Telefonanlage C&C08 (City and Countryside 08) auf den Markt brachte. Es handelte sich um die bei weitem leistungsfähigste Telefonanlage, die damals in China erhältlich war. Durch die anfängliche Verbreitung in kleinen Städten und ländlichen Gebieten und der Betonung auf Service und Anpassungsfähigkeit gewann das Unternehmen Marktanteile und konnte sich auf dem Mainstream-Markt durchsetzen.
Durch Rens Beziehungen erhielt Huawei Zugang zu Aufträgen der chinesischen Regierung beim Aufbau von Datenzentren und Telekommunikations-Netzen in 4G-Technik. Im Rahmen der Intensivierung der Zusammenarbeit Chinas mit afrikanischen Ländern war Huawei in den 1990er Jahren dort auch beim Aufbau von Telekommunikationssystemen aktiv.
Ren ist Mitglied des 17-köpfigen Board of Directors, gehört aber aktuell nicht zu den drei jeweils im halbjährlichen Wechsel rotierenden CEOs. Das Unternehmen hatte 2018 einen Jahresumsatz von 95,7 Mrd. Euro. Ren besitzt 1,42 % der Anteile an Huawei.

## Privatleben
Rens erste Frau hieß Meng Jun, sie war die Tochter von Meng Dongbo, einem früheren stellvertretenden Gouverneur der Provinz Sichuan. Mit ihr hat er zwei gemeinsame Kinder: eine Tochter Meng Wanzhou und einen Sohn Ren Ping, die beide den Familiennamen der Mutter annahmen. Nach ihrer Scheidung heiratete er Yao Ling, mit der er eine weitere Tochter Annabel Yao hat, die 25 Jahre jünger als Meng Wanzhou ist. Annabel ist Balletttänzerin und studiert Computerwissenschaften an der Harvard University.
Rens dritte Frau heißt Su Wei und war Berichten zufolge seine ehemalige Sekretärin.
Rens älteste Tochter Meng Wanzhou ist stellvertretende Präsidentin und Finanzchefin (CFO) von Huawei. Im Dezember 2018 war sie auf US-amerikanischen Antrag in Kanada unter dem Verdacht auf Verstöße gegen US-Iran-Sanktionen, Bankbetrug, Geldwäsche sowie Industriespionage festgenommen worden; 2021 wurde sie freigelassen.
Der als schweigsam geltende Ren Zhengfei wies die Vorwürfe in einer seiner seltenen öffentlichen Stellungnahmen zurück.

## Trivia
Das Time-Magazine zählte Ren nach 2005 und 2013 auch 2019 wieder unter die 100 most influential people.
Bei Forbes stand Ren 2018 auf Platz 83 der Liste der reichsten Chinesen und 2019 auf Platz 1425 der Reichsten weltweit.